# 4094 Aoshima
A 4094 Aoshima (ideiglenes jelöléssel 1987 QC) a Naprendszer kisbolygóövében található aszteroida. Kizawa, M.,  Kakei, W. fedezte fel 1987. augusztus 26-án.